# Commelina clavata
Commelina clavata är en himmelsblomsväxtart som beskrevs av Charles Baron Clarke. Commelina clavata ingår i släktet himmelsblommor, och familjen himmelsblomsväxter. IUCN kategoriserar arten globalt som livskraftig. Inga underarter finns listade.